# Il mio bacio ti perderà
Il mio bacio ti perderà (Belle Le Grand) è un film statunitense del 1951 diretto da Allan Dwan.
È un film western con protagonisti Vera Ralston, John Carroll e William Ching.

## Produzione
Il film, diretto da Allan Dwan su una sceneggiatura di D.D. Beauchamp con il soggetto di Peter B. Kyne (storia ispirata alla ballata The Last Rose of Summer di Thomas Moore), fu prodotto da Republic Pictures e girato nei Republic Studios a Los Angeles in California.

## Distribuzione
Il film fu distribuito negli Stati Uniti dal 27 gennaio 1951 al cinema dalla Republic Pictures.
Alcune delle uscite internazionali sono state:
- in Francia il 7 settembre 1951 (La belle du Montana)
- in Danimarca nel marzo 1958
- in Italia (Il mio bacio ti perderà)

## Critica
Secondo il Morandini il film si pregia di una "interessante ambientazione" ma soffre di un "languido ritmo".